# Myslín (tvrz)
Myslín je tvrz ve stejnojmenné vesnici v severozápadní části okresu Písek v Jihočeském kraji. Od třináctého století sloužila jako vrchnostenské sídlo malého šlechtického statku vladyků z Myslína. Dále ji vlastnili Zubové z Landštejna a po nich statek před polovinou šestnáctého století získali Loubští z Lub. Dále jej roku 1679 převzali Eggenbergové, za nichž tvrz ztratila sídelní funkci a sloužila jen hospodářským účelům. Objekt tvrze čp. 4 s přilehlým dvorem je chráněn jako kulturní památka.

## Historie
Panské sídlo v Myslíně pravděpodobně stálo už ve druhé polovině třináctého století. Prvním známým vladykou, který ve vsi sídlil, byl Štěpán z Myslína připomínaný v roce 1382. Jeho následovníkem byl Hroch z Myslína a po něm Beneš z Myslína, který v bitvě u Lipan bojoval na straně panské jednoty.
Někdy poté vesnici s tvrzí a dvorem získali noví majitelé, ke kterým roku 1517 patřil Zub z Landštejna. Statek po něm zdědil syn Zdeněk Zub a před rokem 1540 jej odkázal Vilémovi Loubskému z Lub a na Zalužanech, který si roku 1543 nechal vesnici s tvrzí a dvorem zapsat do obnovených desek zemských. Koncem šestnáctého století se o tvrz dělili Vilémovi vnuci Bedřich a Hynek z Lub. Hynek získal podíl staršího Bedřicha a poté nechal starou tvrz přestavět v renesančním slohu.
Poslední majitelkou z rodu Loubských byla Eva Ludmila Loubská, rozená z Kalenic, která roku 1679 prodala Myslín, Plíškovice a zaniklou ves Stražiště knížeti Janu Kristiánovi z Eggenbergu. Ten statek připojil k orlickému panství. Tvrz tak ztratila svou funkci vrchnostenského sídla. Ve druhé polovině dvacátého století její budovu využívalo jednotné zemědělské družstvo.

## Stavební podoba
Obytná budova tvrze (čp. 4) je podsklepená a má jedno patro. Původně ji chránily příkop a val. Předchůdcem renesanční stavby byla gotická tvrz, jejíž část se nejspíše dochovala v suterénu a části dvoutraktového přízemí východního obytného křídla. Renesanční přestavbu datuje do doby kolem roku 1595 letopočet na zazděném vstupním portálu, na jehož klenáku je erb Loubských z Lub. Jejím dokladem jsou kromě portálu také kamenná ostění některých oken v prvním patře. V západním průčelí se dochovaly fragmenty sgrafitové omítky. Renesančního původu je i část krovu. Při přestavbě byly upraveny také budovy hospodářského dvora – například zaklenutý sklep pod východní částí stáje v severním křídle. Eggenbergové nechali roku 1708 postavit západní křídlo dvora se stájemi a v roce 1840 obnovit klenby severního křídla, ve kterém býval kravín. Jižní křídlo obsahovalo stodolu.